# Nesillas lantzii
A Nesillas lantzii a verébalakúak (Passeriformes) rendjébe, ezen belül a nádiposzátafélék (Acrocephalidae) családjába és a Nesillas nembe tartozó faj. 17-18 centiméter hosszú. Madagaszkár déli és délnyugati félsivatagos területein él. Rovarokkal táplálkozik. Augusztustól februárig költ, fészekalja két tojásból áll.

## Fordítás
- Ez a szócikk részben vagy egészben  a   Subdesert brush warbler című angol Wikipédia-szócikk fordításán alapul.  Az eredeti cikk szerkesztőit annak laptörténete sorolja fel. Ez a jelzés csupán a megfogalmazás eredetét és a szerzői jogokat jelzi, nem szolgál a cikkben szereplő információk forrásmegjelöléseként.